# Michael Antenbrink
Michael Antenbrink (* 9. Mai 1955 in Koblenz) ist ein deutscher Politiker (SPD) und war von 2006 bis 2018 Bürgermeister von Flörsheim am Main. Antenbrink war zudem von 2015 bis 2025 Vorsitzender des SPD-Unterbezirks Main-Taunus und gehört der SPD-Fraktion des Kreistags des Main-Taunus-Kreises an.

## Werdegang
Antenbrink besuchte das Staatliche Görres-Gymnasium in Koblenz und machte dort 1975 sein Abitur. Nach Ableistung seines Grundwehrdienstes studierte er ab 1977 Bauingenieurwesen an der Technischen Universität Berlin. Antenbrink schloss sein Studium als Diplom-Ingenieur ab. Des Weiteren absolvierte er ein Referendariat für den höheren technischen Dienst bei der Hessischen Straßenbauverwaltung und die Große Staatsprüfung in der Fachrichtung Bauingenieurwesen. Antenbrink war nun fast 20 Jahre beim Autobahnamt Frankfurt bzw. bei dessen Nachfolger, dem Amt für Straßen- und Verkehrswesen Frankfurt, beschäftigt. Er bekleidete hierbei verschiedene Positionen und war zuletzt Baudirektor und stellvertretender Amtsleiter. Im Mai 2005 wechselte er zum Hessischen Ministerium für Wirtschaft, Verkehr und Landesentwicklung.
Am 3. September 2006 kandidierte Antenbrink, der seit November 1972 Mitglied der SPD ist, für das Amt des Bürgermeisters von Flörsheim am Main und erzielte mit 33,6 % der Stimmen den zweiten Platz. Bei der darauf folgenden Stichwahl am 17. September 2006 konnte er sich mit 56,1 % gegen seine Kontrahentin von der CDU durchsetzen. Am 31. Oktober 2006 erfolgte seine Amtseinführung. Nachdem er bei der Bürgermeisterwahl am 3. Juni 2012 mit 41,7 % die absolute Mehrheit verfehlte, gewann er die Stichwahl am 17. Juni 2012 mit 61,6 % der Stimmen.
In Antenbrinks Amtszeit fällt die Eröffnung des über 12.500 m² großen Einkaufszentrums Flörsheim Kolonnaden im Jahr 2010 sowie die der ersten Fahrradstraße im Landkreis im Jahr 2016. Während der Inhaftierung von Deniz Yücel in der Türkei von 2017 bis 2018, organisierte Antenbrink regelmäßig Mahnwachen für den ursprünglich aus Flörsheim stammenden deutsch-türkischen Journalisten, welche Widerhall in überregionalen Medien fanden.
Antenbrink verlor die Bürgermeisterwahl am 27. Mai 2018 gegen den Herausforderer Bernd Blisch (CDU), der für ein Viererbündnis aus CDU, Grüne Alternative Liste Flörsheim (GALF), Die Freien Bürger Flörsheim (dfb-Flörsheim) sowie FDP kandidierte. Antenbrink erhielt 31,7 % und Blisch 61,2 % der Stimmen. Die Wahlbeteiligung lag bei 49,3 % (vorläufiges amtliches Endergebnis). Antenbrink stellte sich bei der Bürgermeisterwahl am 9. Juni 2024 in Flörsheim am Main erneut zur Wahl und erreichte 16,6 % der Stimmen. Seine Schwerpunktthemen dabei waren die Stadtentwicklung und die Schaffung von bezahlbarem Wohnraum.
Im Kreistag ist Antenbrink Mitglied im Ausschuss für Eigenbetriebe und wirtschaftliche Beteiligungen sowie im Ausschuss für Bauen, Planung, Verkehr, Umwelt und Energie. Daneben ist er Mitglied der Verbandsversammlungen des Sparkassenzweckverbands Nassau und des Naturparks Hochtaunus sowie Mitglied des Aufsichtsrates der Rhein-Main Deponie GmbH.
Von 2015 bis 2025 war Antenbrink Vorsitzender der SPD Main-Taunus. Am 21. Juni 2025 zeichnete die SPD Main-Taunus Antenbrink mit der Willy-Brandt-Medaille für seine besonderen Verdienste für die Sozialdemokratie aus.

## Privates
Antenbrink wohnt in Flörsheim am Main, ist seit 1977 verheiratet und hat einen Sohn und eine Tochter.